# Поротниково (Новосибірська область)
Поротниково (рос. Поротниково) — присілок у Сузунському районі Новосибірської області Російської Федерації.
Входить до складу муніципального утворення Малишевська сільрада. Населення становить 162 особи (2010).

## Історія
Згідно із законом від 2 червня 2004 року органом місцевого самоврядування є Малишевська сільрада.

## Населення
| 2002 | 2007 | 2010 |
| ---- | ---- | ---- |
| 205  | ↘183 | ↘162 |